# Słownik ortograficzny

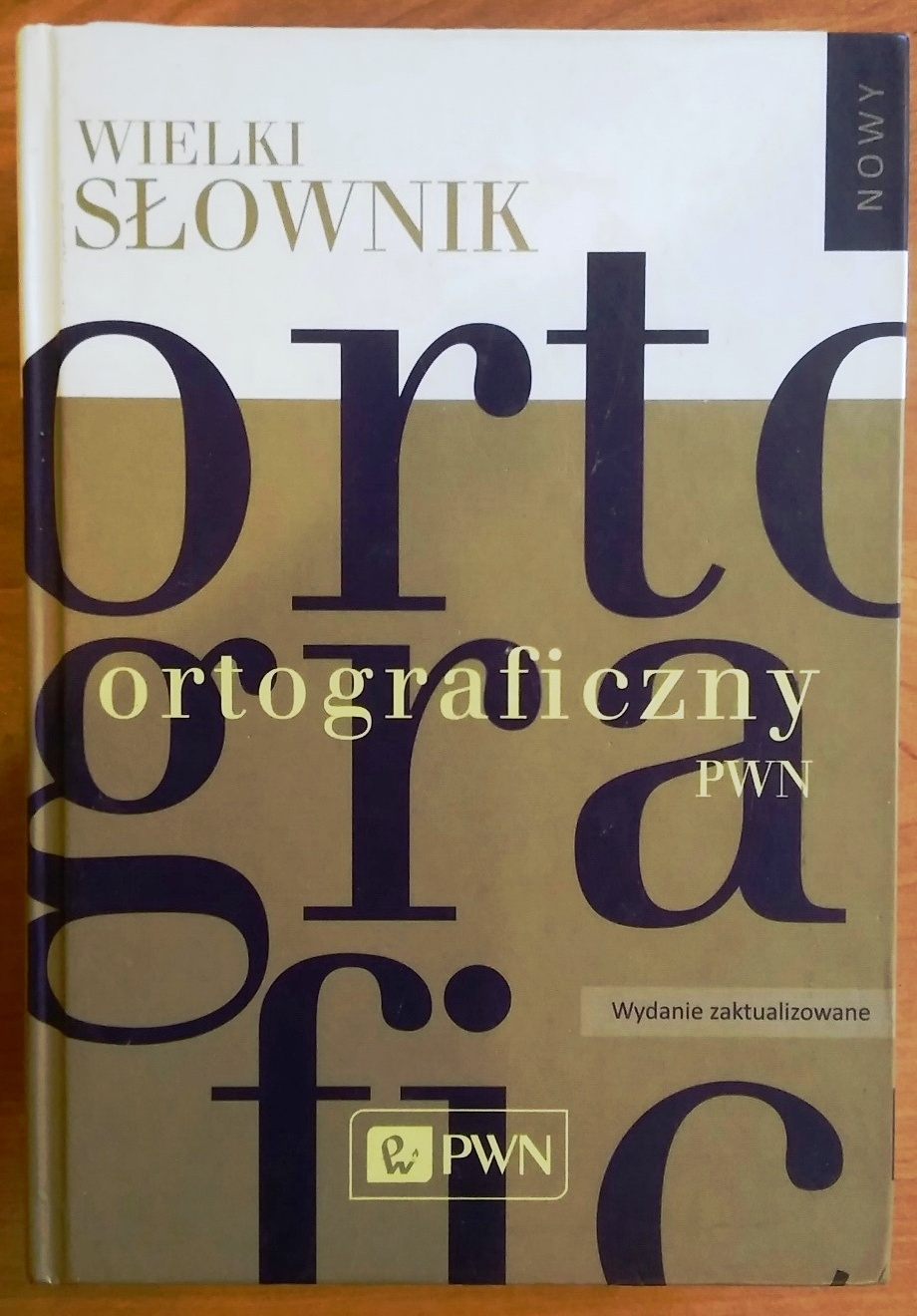
Wielki słownik ortograficzny PWN, wyd. 2016

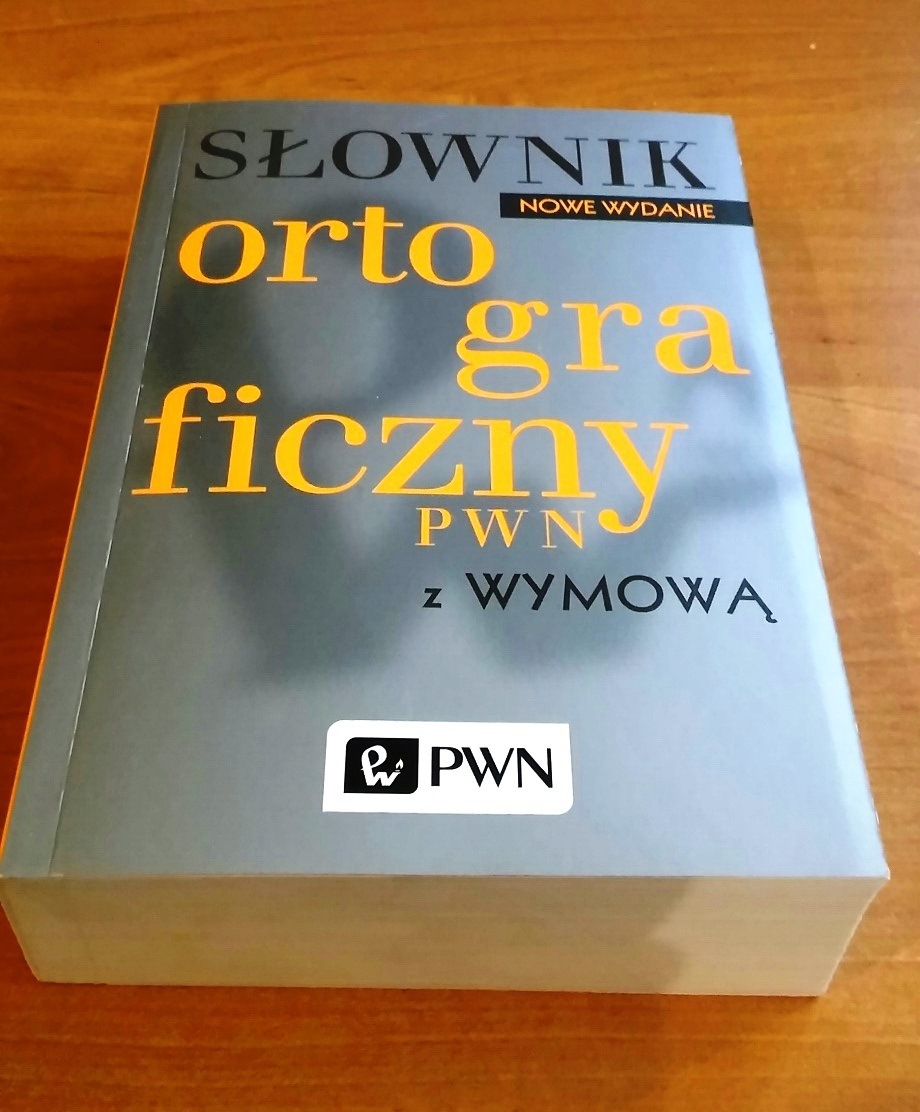
Słownik ortograficzny PWN z wymową, 2016

Słownik ortograficzny – słownik zawierający zbiór informacji o normach ortograficznych danego języka, ujętych jako zestawienie prawideł regulujących sposób reprezentacji słów języka za pomocą liter alfabetu lub innych symboli lub też prezentujący układ haseł oddających skodyfikowaną pisownię słów. Typowy słownik ortograficzny prezentuje przyjęte przepisy pisowni i interpunkcji, zawierając także alfabetyczny wykaz notowanych haseł.

## Polskie słowniki ortograficzne
Pierwszym dziełem poświęconym polskiej ortografii był wydany w 1514–1515 traktat w języku łacińskim autorstwa Stanisława Zaborowskiego Ortographia seu modus recte scribendi et legendi Polonicum idioma quam utilissimus. Nie był to jednak słownik ortograficzny. Jako pierwszy jest wymieniany Słownik ortograficzny z dodatkiem niepolskich wyrazów i wyrażeń Antoniego Jerzykowskiego – ukazał się w Poznaniu w 1885. Do roku 1918 ukazały się już cztery słowniki ortograficzne, a w latach 1919–1939 siedem.
Gwałtowny wzrost rozmaitych wydawnictw, a skutkiem tego wydań słowników, nastąpił po roku 1989. W połowie 2002 roku w Polsce księgarnie oferowały około 50 słowników ortograficznych.
Najobszerniejszym słownikiem ortograficznym na polskim rynku – i jedynym stale aktualizowanym, który uzyskał rekomendację Rady Języka Polskiego przy Prezydium PAN – jest Wielki słownik ortograficzny PWN z zasadami pisowni i interpunkcji pod red. Edwarda Polańskiego (ostatnie wydanie – czwarte, dodruk poprawiony).

### Informacje dodatkowe w słownikach ortograficznych
Polskie słowniki ortograficzne – zwłaszcza o obszerniejszej formie – zawierają również szereg informacji dodatkowych, jak:
- wymowa wyrazów budzących wątpliwości[4],
- informacje o odmianie wyrazów w przypadkach budzących wątpliwości lub w niemal wszystkich[c],
- objaśnienia przy hasłach znaczenia, zwłaszcza wyrazów rzadkich i obcych[d],
- orzeczenia Rady Języka Polskiego,
- zestawienie haseł równobrzmiących, ale o różnej pisowni (tzw. homofonów)[5],
- zestawienie haseł o trudnej pisowni[4],
- zbiór dyktand[6].